# Aetanthus colombianus
Aetanthus colombianus är en tvåhjärtbladig växtart som beskrevs av A. C. Smith. Aetanthus colombianus ingår i släktet Aetanthus och familjen Loranthaceae. Inga underarter finns listade i Catalogue of Life.